# Toropowo (rejon babajewski)
Toropowo (ros. Торопово) – wieś (dieriewnia) w Rosji, w obwodzie wołogodzkim, w rejonie babajewskim. W 2010 liczyła 448 mieszkańców.